# Эсаси (Хияма)
Эсаси (яп. 江差町 Эсаси-тё:) — посёлок в Японии, находящийся в уезде Хияма округа Хияма губернаторства Хоккайдо. Площадь посёлка составляет 109,59 км², население — 8543 человека (30 июня 2014), плотность населения — 77,95 чел./км².

## Географическое положение
Посёлок расположен на острове Хоккайдо в губернаторстве Хоккайдо. С ним граничат посёлки Каминокуни, Ассабу, Отобе.

## Население
Население посёлка составляет 8543 человека (30 июня 2014), а плотность — 77,95 чел./км². Изменение численности населения с 1980 по 2005 годы:
| 1980 | 13 930 чел. |  |
| 1985 | 13 313 чел. |  |
| 1990 | 12 234 чел. |  |
| 1995 | 11 301 чел. |  |
| 2000 | 10 959 чел. |  |
| 2005 | 10 131 чел. |  |

## Символика
Деревом посёлка считается туевик долотовидный, цветком — Rosa rugosa.